# Charles Bassett
Charles Arthur Bassett II (Dayton, 30 de dezembro de 1931 – St. Louis, 28 de fevereiro de 1966) foi um astronauta dos Estados Unidos. Ele foi escolhido como tal em 17 de outubro de 1963 e chegou a ser selecionado como membro da tripulação da missão Gemini IX, mas morreu em um acidente aéreo durante a fase de treinamento para esta missão, juntamente com o astronauta Elliot See, sem nunca ter ido ao espaço.

## Infância e carreira militar
Charles Bassett nasceu em Dayton, estado de Ohio, em 30 de dezembro de 1931. Filho de Belle e Charles Bassett, era descendente direto de passageiros do Fortune, o segundo navio a aportar em Plymouth após a chegada do Mayflower aos Estados Unidos. Bassett ingressou no corpo de escoteiros ainda com tenra idade e concluiu os estudos secundários em Berea, Ohio. Em outubro de 1952 ele ingressou na Força Aérea dos Estados Unidos como cadete; Como tal atuou em bases aéreas na Carolina do Norte e no Texas. Após tornar-se segundo tenente foi enviado a uma base em Nellis, Nevada, realizando seguidas missões em aviões T-6, T-28 e T-33, completando ainda um curso intensivo em jatos de combate F-86 em abril de 1954.
Como piloto de F-86 foi enviado à Guerra da Coreia, como membro da Oitava Esquadrilha de Bombardeiros. Em maio de 1955, de volta aos Estados Unidos, foi promovido a primeiro tenente e casou-se com Jeannie Marion Martin, uma amiga de infância. Sua filha Karen nasceu poucas semanas depois. Neste período Bassett realizou missões em aviões como o F-86-D (com um radar no nariz), F-102 e até C-119. Em agosto de 1958 Bassett iniciou uma graduação em engenharia elétrica pelo Instituto de Tecnologia da Força Aérea, em Wright-Patterson, Ohio.
No dia 7 de abril de 1959 Bassett voava para a cidade texana de Amarillo, juntamente com um colega a bordo de um avião T-28A Trojan, monomotor, quando teve de realizar uma aterrissagem forçada noturna quando ocorreu uma pane no motor da aeronave. Em 1960 ele concluiu o curso, destacando-se como um dos melhores alunos de sua turma. Na mesma época foi promovido a capitão, trabalhando ainda por um curto período como engenheiro para a Força Aérea. Em 1961 ele ingressou na Escola Experimental de Pilotos de Testes da Força Aérea. Logo após sua graduação ele foi selecionado para a Escola de Pilotos de Pesquisa Aeroespacial. No mesmo ano, em 6 de abril, nasceu Peter, seu segundo filho. Em 7 de agosto de 1962 Bassett graduou-se como piloto de pesquisa aeroespacial. Havia apenas dezesseis alunos na turma, entre eles um futuro colega astronauta de Bassett, o capitão Theodore Freeman. Em 22 de outubro de 1962 Bassett foi escolhido para a realização de um curso avançado como piloto de testes. Em sua classe havia outros futuros astronautas: Michael Collins (que tornar-se-ia um de seus melhores amigos), Edward Givens e Joe Engle. Em maio de 1963 Bassett graduou-se como piloto de testes.

## Astronauta
Em setembro de 1963, já tendo completado mais de 3 600 horas de voo, Bassett submeteu-se às provas para a seleção como membro para a terceira turma de astronautas da NASA. Antes mesmo que o resultado fosse divulgado, ele partiu para uma base aeronaval americana no Japão. Então ele recebeu, em 11 de outubro, uma ligação de Houston. Era Donald Slayton do outro lado da linha, mas devido à distância a ligação acabou caindo e Bassett teve de esperar mais trinta e seis horas até receber outra chamada. Foi-lhe dito então que viajasse imediatamente aos Estados Unidos, pois fora selecionado como astronauta. Em 17 de outubro foram oficialmente anunciados os nomes dos quatorze novos astronautas da NASA, sendo eles mostrados à imprensa em 18 de outubro. Imediatamente tiveram início os treinamentos do grupo para o cargo de astronautas. O treinamento incluía voos em jatos de alta velocidade, manobras parabólicas em aviões e imersão em piscinas para simular falta de gravidade e até mesmo uma viagem ao Panamá, em julho do ano seguinte, para um curso de sobrevivência na selva, como descrito no livro O Fogo Sagrado, escrito pelo ex-astronauta Michael Collins, em 1975. Posteriormente realizaram o mesmo tipo de treinamento no deserto de Nevada, para a eventualidade de uma nave pousar em locais ermos.
Em 8 de novembro de 1965 foi oficialmente anunciada a tripulação para a missão Gemini IX. Para este voo foi escolhido Elliot See como comandante e Bassett como co-piloto. A missão seria a que, até aquela data, realizaria a maior quantidade de experiências em órbita, o que incluía a instalação de um equipamento na parte externa da nave para medir radiações. Desta forma, Bassett deveria realizar uma caminhada espacial. Isso faria dele o terceiro americano a caminhar no espaço, depois de Edward White e David Scott (contudo, a caminhada espacial de Scott nunca foi realizada porque sua nave, a Gemini VIII, apresentou problemas em órbita antes que ele saísse ao espaço). Como tripulação reserva forma escolhidos Thomas Stafford e Eugene Cernan. Os quatro imediatamente iniciaram os treinamentos para a Gemini IX.

## Morte
Em 28 de fevereiro de 1966 See e Bassett decolaram em um jato de treinamento T-38, pois deveriam realizar alguns treinamentos em um cápsula Gemini na fábrica de McDonnell Aircraft Corporation, em St. Louis, no Missouri. Em um avião semelhante decolaram Stafford e Cernan pouco depois. Embora o voo até St. Louis tenha sido tranqüilo, nas imediações do prédio da empresa onde deveriam pousar, See e Bassett encontraram algumas nuvens baixas, o que pode ter feito com que See, o piloto, diminuísse a altitude do avião, para voar abaixo delas. Contudo, ao se aproximar do prédio da McDonnell, o avião simplesmente chocou-se com a parte superior do mesmo. Sem controle, o avião girou no ar e caiu sobre o estacionamento da empresa, explodindo em seguida, carbonizando os dois astronautas. Um rombo foi aberto no edifício atingido pela aeronave e alguns funcionários acabaram com ferimentos leves. Poucos minutos depois, Stafford e Cernan pousaram seu avião próximo aos destroços da aeronave destruída, ainda com os corpos de See e Bassett em seu interior.

## Consequências
Com a morte de See e Bassett, os astronautas Stafford e Cernan foram imediatamente anunciados como tripulação principal para a Gemini 9. A nave decolou em 3 de julho de 1966, exatamente um ano após a Gemini IV, para realizar o 21º voo espacial da história. Cernan realizou todas as tarefas inicialmente planejadas para Bassett, inclusive completando uma caminhada espacial de duas horas de duração. Como a caminhada de Davi Scott na Gemini 8 não foi realizada, Cernan tornou-se o segundo americano a sair ao espaço exterior. Postumamente, Bassett foi agraciado com uma medalha Coração Púrpura. Uma cratera lunar foi batizada com seu nome e em 1971 a tripulação da Apollo 15 levou à Lua uma placa contendo os nomes de quinze astronautas americanos e cosmonautas soviéticos mortos até aquela data. Os nomes de Elliot See e Charles Bassett encontram-se imortalizados em solo lunar, escritos nesta placa, ao lado de um boneco batizado como Astronauta Caído, simbolizando um astronauta morto. Seus nomes constam ainda no famoso Space Mirror Memorial, uma placa comemorativa com os nomes de todos os astronautas que deram suas vidas pelo programa espacial americano, localizada no Centro Espacial John F. Kennedy. A Texas Tech University deu o nome de Bassett a um laboratório de engenharia elétrica. Ali mesmo se formaria, anos depois, o futuro astronauta Rick Husband, que morreria como comandante do ônibus espacial Columbia, na missão STS-107. See e Bassett foram sepultados no Cemitério Nacional de Arlington. A morte de ambos é mencionada na minissérie From the Earth to the Moon.